# Vale real
El vale real fue un título de deuda pública de la Monarquía de España creado en 1780 bajo el reinado de Carlos III y con valor de papel moneda, aunque no de curso forzoso, para hacer frente al grave déficit de la Real Hacienda provocado por la intervención de España en favor de los colonos rebeldes durante la guerra de Independencia de Estados Unidos.

## Historia

### Década final del reinado de Carlos III (1779-1788)

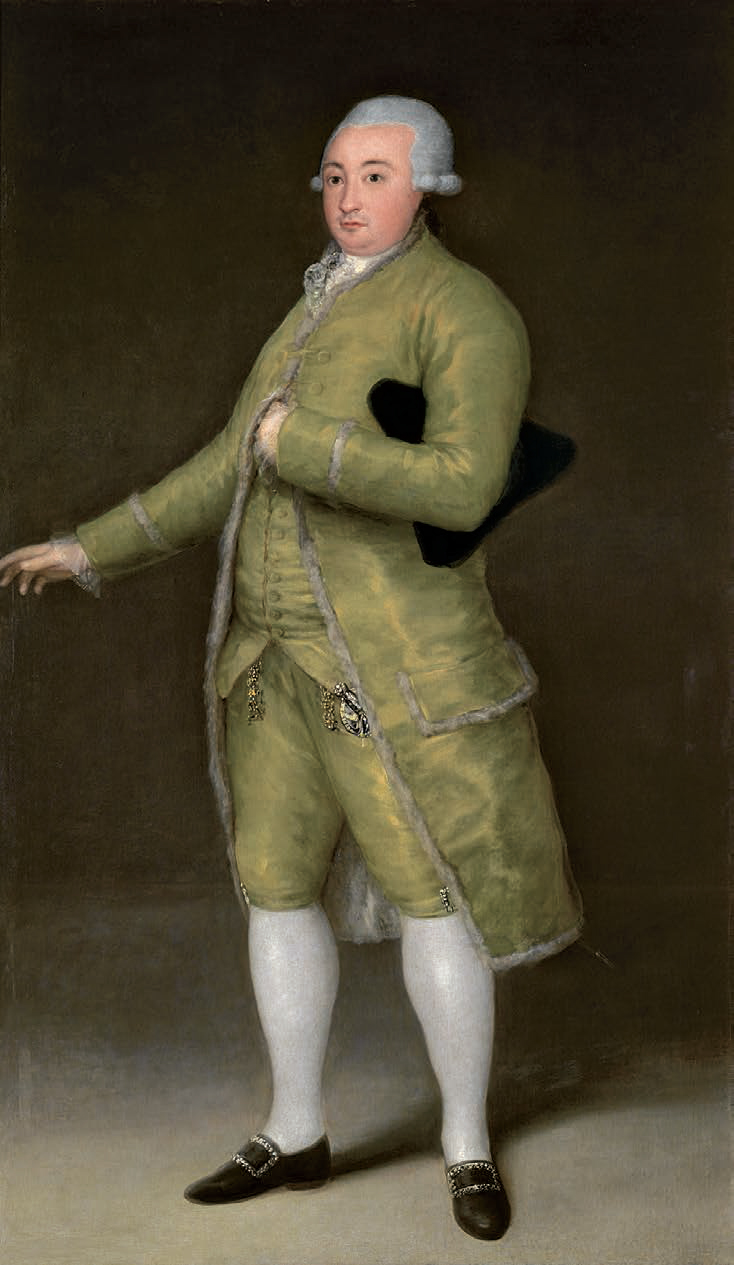
Francisco Cabarrús, por Francisco de Goya.

La iniciativa de crear los vales reales fue del banquero ilustrado Francisco Cabarrús como una medida de emergencia para hacer frente al grave déficit de la Hacienda Real de Carlos III, con motivo de la intervención española en la guerra de independencia norteamericana y el consiguiente enfrentamiento bélico con Gran Bretaña (1779-1783). Los vales reales eran a la vez títulos de la deuda, que ofrecían un 4 por ciento de interés anual con un plazo de amortización de veinte años, y que además tenían el valor de papel moneda aunque limitado, ya que los comerciantes podían negarse a aceptarlos como forma de pago y las tesorerías no podían pagar con ellos ni sueldos ni pensiones.
Cuando en 1783 se firmó el tratado que puso fin a la guerra norteamericana los intereses anuales de la deuda emitida mediante vales ascendían a 18 millones de reales. Para hacer frente a los pagos de los intereses y a las amortizaciones no se creó ningún fondo especial con lo que se recurría únicamente a los ingresos procedentes de los impuestos ordinarios para hacerlos efectivos.

### Reinado de Carlos IV (1788-1808)
Bajo el reinado de Carlos IV la Monarquía se vio envuelta en una serie continuada de guerras que acabaron desencadenando un déficit asfixiante. La primera de ellas, la Guerra de la Convención (1793-1795), ya produjo un enorme déficit —de 2.767 millones de reales— que no consiguió reducirse mediante los subsidios que se exigieron a todos los pueblos ni con los donativos y anticipos de la Iglesia. Así que se recurrió a nuevas emisiones de vales reales que se incrementaron cuando estalló la primera guerra con Inglaterra (1797-1802) y cuyas consecuencias económicas y hacendísticas fueron mucho peores que las de la Guerra de la Convención —el déficit aumentó en un 40%—. En resumen, entre 1794 y 1799 se realizaron emisiones por un valor de 3.150 millones de reales, lo que provocó la depreciación de los ya emitidos.
El Secretario de Estado y del Despacho de Hacienda Miguel Cayetano Soler creó en febrero de 1798 una Caja de Amortización —«enteramente separada de mi Tesorería mayor», se decía en la real cédula— cuyos ingresos se destinarían a hacer frente al pago de los vales que vencían y de los intereses de los mismos. Además la Caja de Amortización sería la oficina donde se contabilizaría la deuda y donde podrían subrogarse vales por otros de emisión más reciente. El problema estribaba en encontrar los ingresos para la Caja de Amortización. Poco después de crearse ésta se producía la caída de Manuel Godoy por lo que fue el nuevo gobierno de Mariano Luis de Urquijo el que tuvo que abordar la práctica bancarrota de la Hacienda Real.
Urquijo, que mantuvo en la Secretaría de Hacienda a Soler, recurrió a una medida extraordinaria: la apropiación por el Estado de ciertos bienes "amortizados", su posterior venta y la asignación del importe al pago de la deuda a través de la Caja de Amortización. Lo paradójico fue que esta primera desamortización española fue conocida, sin demasiado fundamento, como la "desamortización de Godoy". Sin embargo, estas medidas no consiguieron resolver el problema y la deuda acumulada en 1808 alcanzaba ya los 7.000 millones de reales, de los que 1.890 millones estaban en vales, según la estimación del Secretario de Hacienda interino de las Cortes de Cádiz José Canga Argüelles.

### Las Cortes de Cádiz (1810-1814)

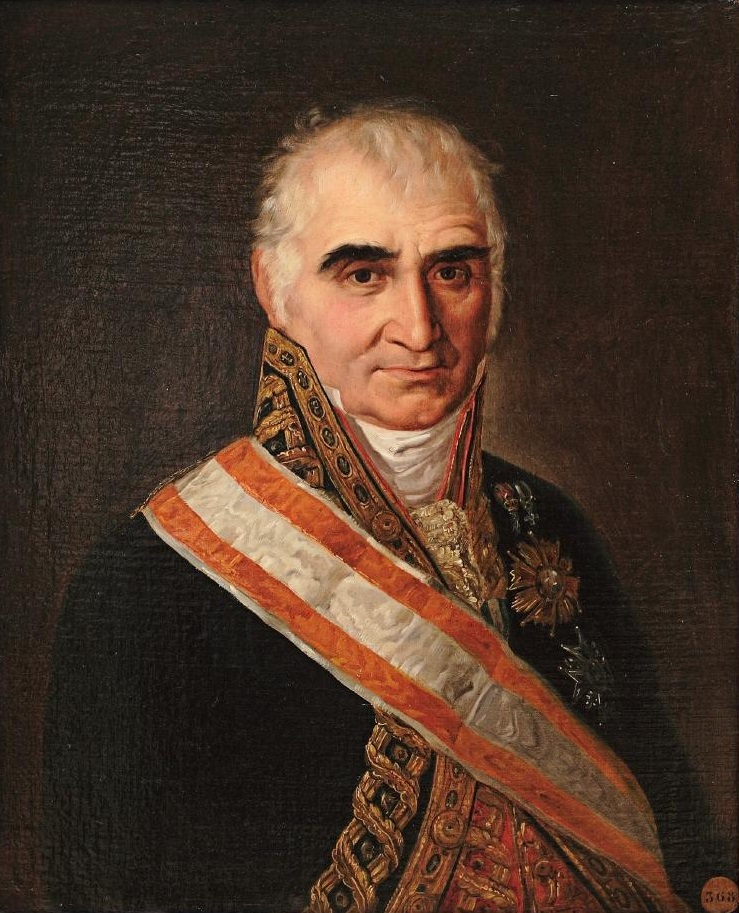
José Canga Argüelles retratado por José Cabana.

Después del intenso debate que tuvo lugar en marzo de 1811, los diputados de las Cortes de Cádiz decidieron asumir la enorme deuda acumulada durante el reinado de Carlos IV y no declararse en bancarrota. Tras rechazar que los vales reales sólo fueran reconocidos por su valor en el mercado, muy por debajo de su valor nominal —lo que hubiera supuesto la ruina de sus detentadores y la imposibilidad de obtener nuevos créditos—, se aprobó la «Memoria» presentada por Canga Argüelles que proponía desamortizar determinados bienes de "manos muertas" que se pondrían a la venta. En las subastas el importe de los dos tercios del precio de remate había de pagarse en "títulos de la deuda nacional" —lo que incluía los vales reales del reinado anterior y los nuevos "billetes de crédito liquidados" que se habían emitido desde 1808 para sufragar los gastos de la guerra de la Independencia Española—. Esta propuesta quedó plasmada en el decreto de 13 de septiembre de 1813, sin embargo el decreto "apenas pudo aplicarse debido al inmediato retorno de Fernando VII y del Estado absoluto".